# SLUC Nancy Basket
Stade Lorrain Université Club Nancy, conocido popularmente por la abreviatura SLUC Nancy, es un club de baloncesto francés, fundado en 1967 que compite en la Pro A, la máxima división francesa. Disputa sus partidos en el Palais des Sports Jean Weille, con capacidad para 6.027 personas.

## Historia
El club fue fundado en 1967 por Pierre Rebourgeon, redactor deportivo del periódico l'Est Républicain. Comienza jugando en categorías inferiores hasta que en 1994 logra el ascenso a la Pro A. Su primer gran éxito se produjo en 2002, ganando la Copa Korać. En 2008 ganarían por vez primera la liga francesa, cosa que repetirían en 2011.
El club ha contado entre sus filas con jugadores famosos como Cyril Julian , Pat Durham, Nicolas Batum que llegó en el cierre patronal de la NBA en el 2011 o Florent Piétrus.

## Posiciones en Liga
| Temporada | Nivel | Liga  | Pos. | Copa de Francia        | Otras competiciones | Otras competiciones | Playoffs | Playoffs | Playoffs |
| --------- | ----- | ----- | ---- | ---------------------- | ------------------- | ------------------- | -------- | -------- | -------- |
| 2011–12   | 1     | Pro A | 5º   | Cuartos de final       | Euroliga            | FG                  |          |          |          |
| 2012–13   | 1     | Pro A | 14º  | Dieciseisavos de final | FIBA EuroChallenge  | FG                  |          |          |          |
| 2013–14   | 1     | Pro A | 4º   | Finalista              |                     |                     |          |          |          |
| 2014–15   | 1     | Pro A | 7º   | Dieciseisavos de final | Eurocup             | L32                 |          |          |          |
| 2015–16   | 1     | Pro A | 16º  | Octavos de final       | Eurocup             | FG                  |          |          |          |
| 2016–17   | 1     | Pro A | 17º  | Octavos de final       |                     |                     |          |          |          |
| 2017-18   | 2     | Pro B | 7º   | Ronda de 64            |                     |                     |          |          |          |
| 2018-19   | 2     | Pro B | 5º   | Octavos de final       |                     |                     |          |          |          |
| 2019-20*  | 2     | Pro B | 3º   | Octavos de final       |                     |                     |          |          |          |
| 2020-21   | 2     | Pro B | 4º   | Ronda de 128           |                     |                     |          |          |          |
| 2021-22   | 2     | Pro B | 1º   | Ronda de 32            |                     |                     |          |          |          |
| 2022-23   | 1     | Pro A | 14º  | Octavos de final       |                     |                     |          |          |          |

*La temporada fue cancelada debido a la pandemia del coronavirus.

## Jugadores destacados
| - Nicolas Batum - Joseph Gomis - Vincent Masingue - Cyril Julian - Christophe Lion - Maxime Zianveni - Fabien Dubos - Hervé Dubuisson - Éric Cérase - Ismaïla Sy - Ahmadou Keita - Steed Tchicamboud - Florent Piétrus - T.J Parker - Michel Morandais - Adrien Moerman - Alando Tucker - Marcellus Sommmerville - Marcus Slaughter - Jamal Shuler - Derek Raivio |  | - Austin Nichols - James Banks - Keith Jennings - Stevin Smith - Mike James - Jimmy Oliver - Tremell Darden - Torrell Martin - John Linehan - Rob Kurz - Clevin Hannah - Zabian Dowdell - Randal Falker - Vaughn Duggins - Kim English - Devin Booker - Darius Adams - Marcus Banks - Cedrick Banks - Meir Tapiro - Akinlolu Akingbala |  | - Branko Milisavljević - Alhaji Mohammed - Todor Stoykov - Abdel Kader Sylla - - Willie Deane - - Maurice Bailey - - JoJo García - - Jean-Michel Mipoka - - Nobel Boungou Colo - - Moussa Badiane - - Victor Samnick - - Pat Durham - - Tariq Kirksay - - Derrick Lewis - - Ricardo Greer - - Jeff Greer - - Marques Green - - Pape-Philippe Amagou - - Hervé Touré - - Bandja Sy |

## Palmarés
- Leaders Cup: 2005
- Copa Korać : 2002
- Campeón de la Liga Francesa : 2008 , 2011
- Supercopa de Baloncesto de Francia : 2008, 2011